# 回聲報 (比利時)
回聲報（L'Echo）是比利时一份金融和经济類報紙，由Mediafin出版，主要在瓦隆大区和布鲁塞尔-首都大区發行。
回聲報的前身是布鲁塞尔证券交易所回声报（L'Écho de la bourse de Bruxelles），于1881年5月22日首次出版。它在1889年改名为L'Écho de la Bourse (lit. 'The Stock Exchange Echo')，1990年更名為回聲報。